# 韋然
韋然（英語：Wai Yin，1956年—）原名黎偉賢、筆名韋然、Paul Knight、樂諾、沙龍、愛麗詩、文明、肇寧、董建明等等，為香港多元文化人、音樂人、作詞人、漫畫人、專欄作者，尤善於創作兒童歌曲及另類音樂，有“香港兒歌之父”及“另類音樂教父”之雅號。

注：韋然也可以指：中國大陸作家，著作有<上官雲珠回憶錄>等等 .

## 创作
韦然创作的粤语童谣歌曲集中在1976 - 1978年前後诞生。这些歌曲是在民间传统唸谣的基础上再创作的。他指出当时的创作属于喷井状态，十多分钟就写好一首歌，下筆不能停，三个月就写完300多首。《何家公鸡何家猜》、《排排坐》、《氹氹转》等歌曲诞生，并开始流传。在香港作曲及作词家协会作品栏就有韦然所有作品的登记证明。“现在在广州傳唱的那一堆歌谣，但凡数得出的粵語童谣，可能有95%都是韋然寫的。但他们不会知道這些歌曲的曲和詞，都是由韋然創作或改編的。”
1980年代初，韦然音乐作品的版权开始受到侵犯。1982年，香港有些人生产这些儿歌，为了逃避版税，就把作者名字删掉。儿歌卖得很好，就大量运回内地，内地又开始翻版；从1982年到1986年之间，内地翻版盛行，而歌曲因翻版而广泛流传。他有一次在广州的唱片店发现所有儿歌（录音）带子都收錄了韋然寫作的粵語童謠，如《狐狸先生幾點鐘》、《床前明月光》、《光阴好》、《洗白白》等歌曲。這批廣東童謠在80年代在广州，早已是家傳戶曉，非常流行。
除粵語兒歌外，韋然也寫了大量的英文兒歌和粵語詩詞歌曲。1984 - 1986年間，韋然出任了香港電台文教節目《聽聽唱唱學英文》和《漫步唐詩路》之策劃及編劇，部份英文兒歌透過節目，流行至東南亞各地，如《Apple Round , Apple Read 》、《Boy & Girl》、《Donkey Donkey i beg you》（均由韋然應鄭子固邀請創作的兒歌）均廣泛於亞太地區傳唱, 其後更流傳到部份的歐美國家。連英國、美國、印度、俄羅斯的出版社，也把韋然所寫的英文兒歌，誤當作傳統英語童謠而收錄在當地出版的兒童唱片之中。 
2003至2004年间，英皇娱乐的Twins灌录了四张由Twins 唱出的英文儿歌专辑《Singing in the Twins Wonder-land》，共收录了多首韦然的英文儿歌作品，如《Donkey Donkey I beg you》、《Boy & Girl》、 《Follow me》、《Little bird》、《Froggie, Froggie》等。在专辑的初版本中，韋然的英文兒歌皆被当做是一直流传下来的佚名作品处理，沒有「Paul Knight」、「Armando Lai」等字眼。到了2004年某天，韦然乘坐巴士时无意间听到熟悉的旋律，才发现自己的歌曲在Twins的专辑内，于是立刻致函英皇唱片。英皇核查后在专辑再版时，部份詞曲一栏才加以修定，加回“ Paul Knight ”的名字，并補回韋然應得之版税。

## 作品
韦然广为传唱的作品有，有李家仁主唱的小明系列歌曲：《小明坐火車（小明小明小小明）》、《小明上廣州》、《小明去拜年》、《小明生日歌》、《小明去东莞》、《小明搭高鐵》，粵語童謠《何家小鸡何家猜》（又名《何家公雞何家猜》)、《洗白白》、《排排坐》、《氹氹转》、《光阴好》、《狐狸先生幾點鐘》等，英文兒歌《Apple Round, Apple Red（Apple Tree）》、《Donkey Donkey》、《Boy & Girl》、諧趣歌曲《我向你求婚》、《我要你每夜陪住我》、《廟街》，粵唱詩詞歌曲《床前明月光》、《詠鵝》、《慈母手中線》。流行兒歌《如果明天》、〈快樂小蜜蜂》、《十二隻恐龍去野餐（白石嶺公園）》、《兒童是世界上最快樂的人兒（又名快樂的兒童、雲兒下）》、城市民歌《足印》、《南丫島的故事》、《淺水灣的早晨》，宗教歌曲《守望你》。
等。 

### 香港城市組曲系列
- 香港情 (曲、詞: 韋然) (葉振棠)https://www.youtube.com/watch?v=PH8bgHFKPTk （页面存档备份，存于）
- 香港早晨 (曲、詞: 韋然) (陳奕)
- 香港精神 (曲、詞: 韋然) (雋士青年合唱團)
- 迷失的烏托邦 (曲: 黃守仁  詞: 韋然) (鄭子固)
- 一九九七 (曲: 韋然  詞: 韋然) (鄭子固)
- 淺水灣的早晨  (曲: 韋然 詞: 韋然) (蔡美璞)
- 黃大仙有個菩薩仔 (曲: 韋然  詞: 韋然) (黎沅君、陶贊新)
- 夢到沙田 (曲: 李煥鑛 詞: 韋然) (黃秀儀)
- 新娘潭畔 (曲: 李英傑 詞: 韋然) (鄭子固)
- 麥里浩徑 (曲: 黎沅君  詞: 韋然) (黎沅君、顧世德、陳健義、黃汝燊 )
- 南丫島的故事 (曲: 韋然  詞: 韋然) (龍影霞、黃汝燊)
- 彌敦道的塵埃 (曲: 韋然  詞: 韋然) (鄭子固)
- 鯉魚門的歸帆 (曲: 黎秀琴 詞: 韋然) (蔡美璞)
- 獅子山問答 (曲: 韋然  詞: 韋然) (鄭子固、黎沅君)
- 守望橋  (曲: 梅廣材 韋然  詞: 韋然) (黃秀儀 鄭子固)
- 元朗娃娃  (曲: 李天華  詞: 韋然) (盧業媚)
- 赤柱飛鷹  (曲: 謝昭光 詞: 韋然) (石頭樂隊)
- 廟街 (曲: 傳統 詞: 韋然) (尹光)
- 沙田友 (曲: 韋然 詞: 韋然) (尹光)
- 赤鱲角機場 (曲: 謝昭光 詞: 韋然) (鄧惠欣)

### 李家仁小明系列
- 小明坐火車
- 小明上廣州
- 小明遊深圳
- 小明去東莞
- 小明去澳洲
- 小明去澳門
- 小明去南極
- 小明落社區
- 小明探阿爺
- 小明上方舟
- 小明搭港鐵
- 小明愛刷牙
- 小明去拜年
- 小明唸觀音
- 小明過聖誕
- 小明做特首
- 小明生日歌
- 小明學救傷
- 小明上武當
- 小明搭高鐵
- 小明上公大
- 小明謝飯歌
- 小明愛洗手

### 廣東童謠兒歌
兒童遊戲類：
- 何家小雞何家猜（曲、詞 : 韋然） - 樂怡兒童合唱團 (1976)、維多利亞兒童合唱團 (1981)、曾敏詩 (1982)、陳奕 (1990)、王渭妮 (1989)、區瑞強 (1989)
- 狐狸先生幾點鐘？（曲、詞 : 韋然）- 樂怡兒童合唱團、維多利亞兒童合唱團、陳奕
- 小明小明小小明（小明坐火車）（曲、詞 : 韋然） - 李家仁
- 木頭公仔唔准笑（曲、詞 : 韋然）- 陳奕
- 大風吹 （曲、詞 : 韋然） - 鄧婉玲
- 左一拳、右一拳（曲、詞 : 韋然） - 李家仁
- 大笨象、揸枝鎗去打仗 （曲、詞 : 韋然） - 陶贊新
- 菊花菊花幾時開 （曲、詞 : 韋然） - 香港童聲合唱團
- 老鼠偷蘿蔔 （曲、詞 : 韋然） - 鄧婉玲
- 拍拍手、點點頭（曲、詞 : 韋然） - 安德尊

催眠曲類：
- 月亮光光照地堂 (曲 : 韋然 詞 : 廣東童謠 / 韋然) - 歌者合唱團
- 小小月光光 （曲、詞 : 韋然）- 黃秀儀 / 小小合唱團
- 雞公仔 （曲、詞 : 韋然） - 曾敏詩、Cream
- 月婆婆 （曲、詞 : 韋然） - 馮秀貞
- 搖到外婆橋 （曲、詞 : 韋然） - 梁燕冰、曾敏詩、歌者合唱團

逗兒乖乖類：
- 排排坐、吃粉果 (曲 : 韋然 詞 : 廣東童謠 / 韋然 )- 張麗瑾
- 洗白白 （曲、詞 : 韋然）- 曾敏詩
- 獅仔快番嚟食飯啦 （曲、詞 : 韋然） - 梁燕冰
- 行到街邊執個橙 （曲、詞 : 韋然） - 唐健生、歌者合唱團
- 豆腐蒸蝦米 （曲、詞 : 韋然） - 張麗瑾
- 歡樂兒童   （曲、詞 : 韋然） - 小小合唱团

地方、人物及風俗類：
- 阿哥行路到廣州 (曲 : 韋然 詞 : 廣東童謠、韋然 ) - music sheet only
- 開船去惠陽 （曲、詞 : 韋然） - 歌者合唱團
- 黃大仙有個菩薩仔 （曲、詞 : 韋然）- 陶贊新、黎沅君、歌者合唱團
- 秋風吹 （曲、詞 : 韋然）- 梁燕冰
- 光陰好 （曲、詞 : 韋然）- 梁燕冰
- 阿駝駝 （曲、詞 : 韋然） - music sheet only
- 阿公公 （曲、詞 : 韋然） - 鄧婉玲
- 媽閣廟的童謠 （曲、詞 : 韋然） - 歌者合唱團
- 肥佬肥騰騰 （曲、詞 : 韋然）- music sheet only
- 八月十五是中秋 （曲、詞 : 韋然） - 曾敏詩

街頭叫賣小唱：
- 沙糖桔 （曲、詞 : 韋然）- music sheet only
- 磨較剪鏟刀 （曲、詞 : 韋然）- 基督教兒童合唱團、李龍基、歌者合唱團
- 衣裳竹 （曲、詞 : 韋然）- 李龍基、歌者合唱團
- 白粥油炸鬼 （曲、詞 : 韋然） - 歌者合唱團
- 整爛風爐補沙煲 （曲、詞 : 韋然） - 李龍基、歌者合唱團
- 收賣佬 （曲、詞 : 韋然）- 李龍基、歌者合唱團
- 埋嚟睇、埋嚟揀 （曲、詞 : 韋然） - Manuscripts

### 英文兒歌
- Boy and girl - Music & Text by Paul Knight (韋然 ) - Susan Woo (1984), Kenneth Chung (1984), Ann Heywood (1986), Dina Wilson (1991), Tinnie Lilies ( 2015).
- Apple round, apple red.- Music adapted from the British Folk Song "This old man" Text by Paul Knight (韋然) - Susan Woo (1984), Kenneth Cheng (1984), Ann Heywood (1986).
- Donkey Donkey  - Music: adapted from a Shanxi folk tune of China, Little Donkey (小毛驢)。Text: Paul Knight (韋然) - Kenneth Chung (1984), Ann Heywood (1984), Dina Wilson (1991)．
- Froggie Froggie - Music: adapted from the Chinese folk tune of Sichuan "Count the toad (數蛤蟆) Text by Paul Knight(韋然) - Kenneth Cheng (1984), Twins (2003)．
- Icecream Icecream" - Music & text by Paul Knight (韋然) - Louisa Cheuk (1984)
- Follow me - Music & Text by Paul Knight (韋然) - Susan Woo ( 1984), Kenneth Cheng (1983)
- Fly birdie Fly - Music: adapted from a German Folk tune Text: Paul Knight ( 韋然) - Rebecca Choi( 1981), Emily Mok (1989)
- Mr. Owl  - Music & Text by Paul Knight   Kenneth Cheng ( 1984)
- Fly birdie Fly - Music: adapted from a mandarin kids song "Fly, little bird" (小鳥飛), Stephen Prager and Sylvester Levay Text: Paul Knight(韋然) - Kenneth Cheng (1984), Twins (2003)
- Can you tell me what it is?  - Susan Woo (1984), Ann Heywood (1986), Emily Mok (1987)
- Me and My Dog -  Music & text by Paul Knight - Ann Heywood (1986)

### 流行兒歌
- 不思議遊戲 (曲、詞: 韋然) - GAS
- 怪盜St. Tail (曲、詞: 韋然) - GAS
- 寫一個愛字(曲、詞: 韋然) - 李家仁
- 陽光中的孩子(曲:韋然 李家仁 詞: 韋然) - 李家仁、香港童聲合唱團
- 小孩(曲、詞: 韋然) - 孫鳳明、陳奕
- 媽媽、謝謝你 (曲、詞: 韋然)- 鄧婉玲、etc
- 小小運動會 (曲: 韋然 詞: 祖詩) - 葉珮衍、熊熊兒童合唱團
- Hasayakee (曲: Traditional 韋然詞: 韋然) - 陳奕
- Mali-Mali-Hung(曲、詞: 韋然) - 陳奕
- 白山嶺公園 (曲:鄧文傑、詞: 韋然、許兆榮)- 譚偉權
- 小明上廣州 (曲:韋然  詞 : 韋然)
- 小明坐火車 (曲:韋然  詞 : 韋然)
- 小明搭高鐵 (曲:韋然  詞 : 韋然)

### 粵語唐詩歌曲
- 更上一層樓 - 李家仁
- 咏鵝 - 張麗瑾
- 床前明月光 - 唐健生、曾敏詩、潘健康、伍婉珊
- 春曉 - 伍婉珊
- 雜詩 - 伍衛國、鄭楚萍、李璟瑜、etc.,

### 流行歌曲
民歌類：
- 足印 (曲、詞: 韋然) - 鄧惠欣
- 淺水灣的早晨 (曲、詞: 韋然)- 蔡美樸
- 南丫島的故事 (曲、詞: 韋然) - 龍影霞、黃汝燊
- 元朗娃娃(曲: 謝昭光 詞: 韋然) - 盧業媚
- 獅子山問答 (曲、詞: 韋然) 鄭子固、黎沅君
- 看海的少女 (曲、詞: 韋然) - 周慧敏、王渭妮、 馮夏賢 etc

另類：
- 搖搖擺擺  (曲: 黎允文、詞: 韋然) - 天織堂
- 我向你求婚 (曲: Traditional /韋然 詞: 韋然) - 羅家英
- 守望你  (曲:John Laudon 、詞: 韋然) - John Laudon、City Beat
- 頂梗上  (曲、詞: 韋然) - 李龍基 etc.,
- 我要你每夜陪住我 (曲、詞: 韋然) - 李莉莉
- 凍咖啡 (曲、詞: 韋然) - 汪明荃

流行歌曲 ：
- 夢裡夢外  (曲:鍾永康、詞: 韋然)- 鄧惠欣
- 夢裡夢裡  (曲:鍾永康、詞: 韋然)- 雷安娜
- 上海偷情  (曲: Shibuya Central、詞: 韋然) - Shibuya Central
- 當愛情走到盡頭  (曲: Shibuya Central 詞: 韋然)-  Shibuya Central
- 加添一點愛 (曲、詞: 韋然) - 石頭樂隊
- 愛於錯誤年代 (曲:黃安 詞: 韋然) - 黃安
- 如果明天 (原曲：もしも明日が…。，曲: 三木剛、詞: 韋然) - 陳奕
- 今天的我  (曲:鍾永康、詞: 韋然) - 朱咪咪

廣告歌曲：
- 吉之島 - (曲: Traditional 詞: 韋然) - 陳奕
- Casio -  (曲、詞: 韋然) - Back Ground Singers
- 日日珠寶 - (曲、詞: 韋然) - 鄧潔麗
- 孖人牌 - 小甜歌 (曲、詞: 韋然)- 蘇慧欣
- 港鐵 - 小明搭港鐵 (曲、詞: 韋然)
- 港鐵 - 小明去深圳  (曲、詞: 韋然)
- IKEA - (曲:韋然)
- FANCL - MCO 廣告歌曲  （曲、詞 : 韋然）
- Livi Bank  - (曲、詞: 韋然 ) - 羅家瑛

電視台、電台SIGNAL TUNE
- 前 香港商業電台台歌 《空氣內見知音》 (曲:劉諾生  詞:韋然)
- 前 香港商業電台台歌 《創意新一代》 (曲:劉諾生  詞:韋然 郭啟華)
- 前 香港電台第五台台歌 - （曲、詞 : 韋然）
- 前 有線電視兒童台活動歌曲  - 夏天的皮球 (曲、詞:韋然)
- 前 有線電視兒童台活動歌曲  - 有一根線 (曲、詞:韋然)
- 前 亞洲電視兒童台台歌  - 精靈一族 (曲: 何嘉偉、韋然  詞:韋然)

社團學校歌曲：
- 佐敦谷聖若瑟天主教小學校歌 (曲、詞: 韋然)
- 彩雲聖若瑟小學校歌 (曲、詞: 韋然)
- 童軍小蜜蜂團歌 (曲、詞: 韋然)
- 保良局幼稚園畢業歌 (曲、詞: 韋然)
- 賢藝社會歌 (曲、詞: 韋然)
- 嘉德麗幼稚園校歌 (曲、詞: 韋然)- 鄭佳文
- 善學晨曦行動會歌  (曲: 韋然 詞: 黃琦雅  韋然潤飾、修定)
- 許善慈善基金會會歌  (曲 詞: 韋然)
- 廣州五羊小學校歌 (曲: 鄧偉標  詞: 韋然

電視電影主節曲、插曲：
- 笑星救地球（曲：韋然，詞：胡人(陳敏生)）廖偉雄、胡大為（TVB《笑星救地球》主題曲）
- 紅日笑開顏（曲：韋然，詞：胡人）廖偉雄、胡大為（TVB《笑星救地球》第二輯主題曲）
- 百變佳人（曲：Traditional，詞：韋然）莫華倫（TVB單元劇《男人大丈夫》主題曲）
- 命運賭注（曲：John Laudon，詞：韋然）譚詠麟（電影《至尊無上》插曲）
- 一屋三伙（曲、詞：韋然） TVB 劇集主題曲 - 朱咪咪
- 做個好警察（曲：Traditional，詞：韋然、尹光）尹光（亞洲電視劇集《隔離差館有隻鬼》主題曲）
- 好彩撞倒你（曲、詞：韋然）譚錫禧（電影《好彩撞到你》 主題曲）
- 小神龍（曲：韋然、何嘉偉，詞：韋然）（北京和路迪士兒童特備節目片頭曲）

動畫主題曲、插曲：
- 機動武鬥傳G 鋼彈-戰鬥男孩（原曲：戰鬥男兒！鍛えよ勝つために！！！）- 葉富生
- 繁星的詩篇（原曲：星屑のレクイエム）- 陳奕
- 高空遨翔（原曲：Flying in the Sky）- 葉富生
- 香港觀光歌（原曲：香港観光歌～アジアの楽園) - 陳奕、黎允文、黃文廣、鍾蔚靈
- 在我的夢裡（原曲：夢のはざまで～In my dream～) - 鍾蔚靈
- Hello Kitty 片集粵語歌集 - 奇妙的派對  (曲 : Various writer 詞: 韋然)
- 和路迪士妮影片集粵語版歌詞 - 獅子王、玻璃鞋等 (曲: Various writer 詞: 韋然)
- 不思議遊戲 - (香港有線電視版本) (曲:韋然 詞:韋然)
- 東京喵喵 (香港有線電視版本) (詞:韋然)
- 怪盜St. Tail (香港有線電視版本) (曲:韋然 詞:韋然)

### 小說作品
繪本：
- 小孩與狗 ( 韋然著 早兒繪） - 三聯書店
- 戀愛巷（韋然著 早兒繪）- 三聯書店
- 玫瑰花園（韋然著 早兒繪） - 三聯書店
- 女孩與貓（韋然著 早兒繪）- 素茂出版社
- 綠咖啡書室（韋然著 早兒繪） - 素茂出版社
- 賣麵包的女孩（韋然著 早兒繪） -  素茂出版社
- 愛情的彩虹橋（樂諾著 秋芷繪） -  素茂出版社
- 想著你的感覺 (樂諾著 秋芷繪) - 素茂出版社

粵語音樂劇
- 王司馬與牛仔的音樂劇 《飛行棋》 - 故事、編劇、作詞、作曲 :韋然 、作曲、音系總監:Frankie Ho 香港兒童音樂劇團首演、導演胡寶秀
- 互動音樂劇 - 飛天小女巫 - 陳奕、李家仁、安德尊、唐偉琪等主演  故事、編劇、作曲、作詞 :韋然 導演、編劇 : 鄧潔麗
- 互動音樂劇 - 狐狸先生幾點鐘 - 故事、作曲、作詞、編劇 :韋然  導演 :胡寶秀
- 環保音樂劇 - 十二隻恐龍去野餐  - 故事、作曲、作詞、編劇 :韋然 導演 :胡寶秀
- 德育互勳音樂劇 - 孟子與虎媽 - 故事、作曲、作詞、編劇 :韋然 導演 :胡寶秀

飲食書：
- 泰昌蛋撻 - 大眾發行
- 龍華酒店(黃花紅酒醉龍華) - 萬里集團
- 品味農圃 - 萬里集團 (與鄭雋詠合著)

漫畫集：
- 小明漫遊廣州 (圖、文: 韋然) - 皇冠出版社
- 小明探阿爺 (圖、文: 韋然) - 火石文化
- 露露的野蠻世界（愛麗詩 文  韋然圖 ） - 素茂出版社
- 花花世界 （樂諾 文 秋芷 圖） - 素茂出版社

音樂叢書、CD、錄音帶
- 廣東歌謠選  (韋然編著、王司馬插圖) - 香港音樂事務統籌處出版 1979
- 粵語兒童新歌集 (韋然等編著、王司馬才插曲) -  香港兒童圖書公司出版 1976
- 荔園小天地兒歌集 (韋然編著  崔素珊 插曲) - 香港兒童圖書公司出版 1977
- 粵語兒童新歌集 Cassette (韋然編撰) 樂怡兒童合唱團主唱  - 藝聲唱片公司 1976
- 粵語兒童故事集 - 上學了 (韋然 作曲、作詞、故事、編劇、插圖) 盒帶 群星 星島全音 1976
- 粵語兒童故事集 - 我要做個好孩子 (韋然 作曲、作詞、故事、編劇、插圖) 盒帶 群星 星島全音 1976
- 廣東童謠兒歌第一輯 《月光光》 (韋然 作曲、作詞、插圖) 盒帶  群星 星島全音 1976
- 廣東童謠兒歌第二輯 《氹氹轉》 (韋然 作曲、作詞、插圖) 盒帶 群星 星島全音 1977
- 廣東童謠兒歌第三輯 《洗白白》 (韋然 作曲、作詞、插圖) 盒帶 群星 星島全音 1978
- 廣東童謠兒歌第一輯 《爬牛牛》 (韋然 作曲、作詞、插圖) 盒帶 群星 星島全音 1978
- 得意歌集  (韋然揙撰 作詞) 盒帶   群星  星島全音 1978
- 粵語幼稚園新歌集 (韋然 作曲、作詞、) 群星  盒帶  小人國出版社 1976
- 愛麗詩夢遊仙境 粵語兒歌集  (韋然 作曲、作詞、) 盒帶 群星  寶麗金1979
- 唱歌學英文 Sing a song of ABC  (韋然作曲、填詞) Little People Productions, 1984
- My first ABC Singing Dictionary Vol 1(韋然作曲、填詞) Ann Heywood, Kenneth Cheng Sancity, Hong Kong 1986
- My first ABC Singing Dictionary Vol 2(韋然作曲、填詞) Ann Heywood, Kenneth Cheng, Sancity, Hong Kong. 1986
- 英文兒童歌集第一集 Maggie Goes to School (韋然 作曲、作詞) 莫鳳儀 藝意唱片公司 super delight 1986
- 英文兒童歌集第一集 Maggie Goes to Country Park (韋然 作曲、作詞) 莫鳳儀 藝意唱片公司 super delight 1987

## 註腳
1. ↑  有關韋然母校的資料，出自香港電台第一台廣播節目《舊日的足跡》於2024年2月4日的訪問。